# 유럽 고속도로 44호선
유럽 고속도로 44호선(European route E44)은 프랑스의 르아브르에서 출발하여 룩셈부르크를 거쳐 독일의 기센까지 이어주는 유럽 고속도로 노선으로, 총 연장은 약 807km이다. 주요 경유지는 르아브르, 아미앵, 샤를빌메지에르, 룩셈부르크, 트리어, 코블렌츠, 베츨라어, 기센 등이 있다.

## 경로

### 통과하는 주요 도시
- 프랑스
  - 유럽 고속도로 05호선 : 르아브르
  - 아미앵
  - 유럽 고속도로 46호선 : 샤를빌메지에르
- 룩셈부르크
  - 유럽 고속도로 29호선, 유럽 고속도로 25호선, 유럽 고속도로 421호선 : 룩셈부르크
- 독일
  - 유럽 고속도로 422호선 : 트리어
  - 유럽 고속도로 31호선 : 코블렌츠
  - 유럽 고속도로 40호선, 유럽 고속도로 41호선, 유럽 고속도로 451호선 : 기센